# Flamero (candelabro)

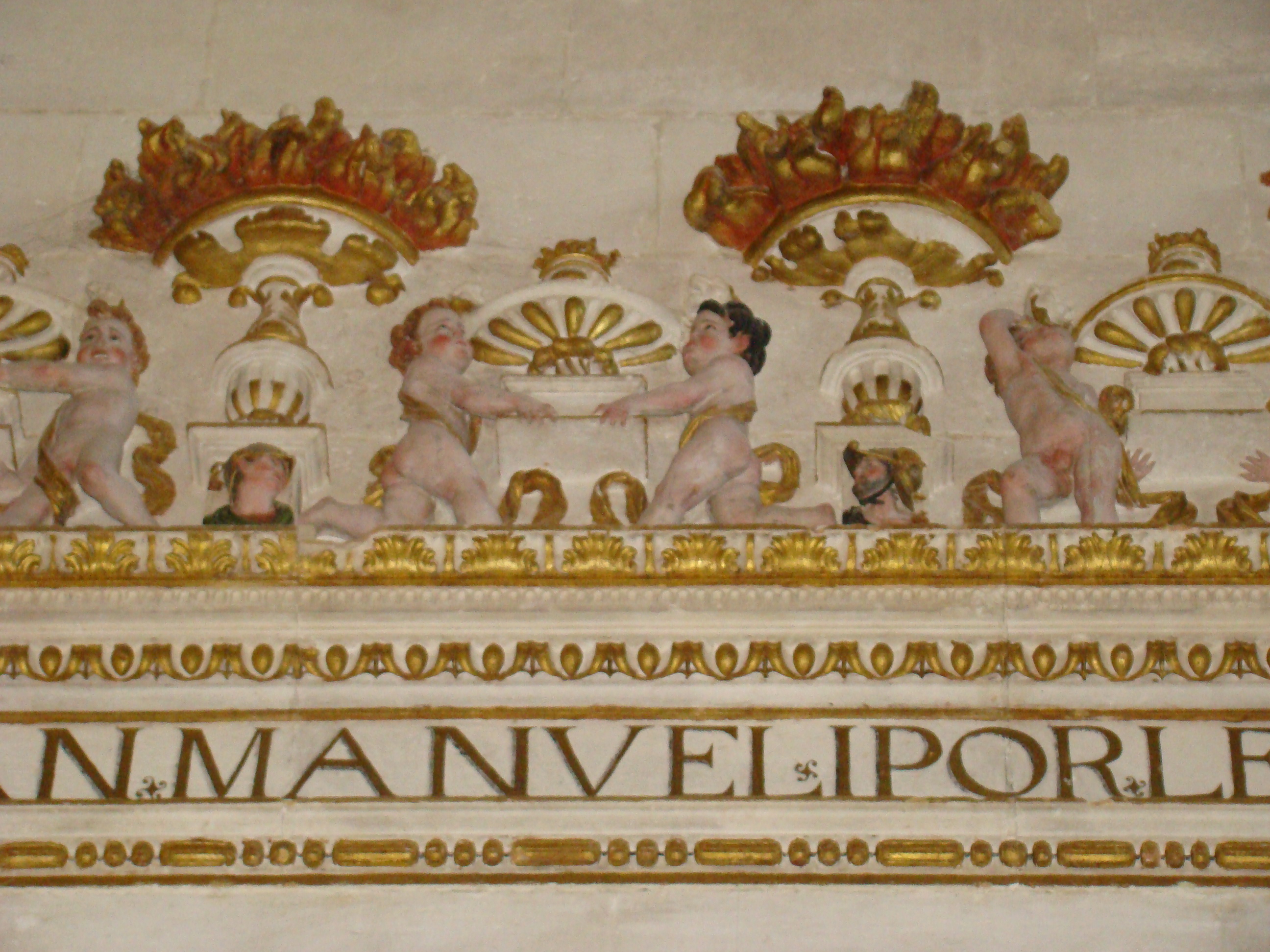
Imágenes de angelitos con flameros en el convento de San Pablo en Peñafiel (Valladolid)

Se llama flamero a un candelabro que gracias a los mixtos contenidos en él arroja una gran llama. 
Se empleaba en el ámbito militar para diversos fines como hacer señales, alumbrar las obras de fortificación, etc. 